# Gustaf Horn
Gustaf Horn (til Björneborg) (født 22. oktober 1592 i Örbyhus, død 10. maj 1657 i Skara) var en svensk greve og soldat, søn af Karl Henriksson Horn.
Horn blev rigsråd 1625, feltmarskal 1628, generalguvernør i Livland 1652, rigsmarsk 1653. Han ledede slaget ved Breitenfeld 1631. Den svenske sejr i det slag skyldes for en stor del Gustaf Horn.
Gift 1628-31 med Kristina Oxenstierna (1609-1631), far til Agneta Horn (1629-1672) og Axel Horn (1630-31).
Gift 1644 med Sigrid Bielke (1620-1679)
Gustaf Horn måtte lægge navn til Horns krig (1644-1645), en del af Torstenson-krigen 1643-1645.